# Misumena luteovariata
Misumena luteovariata är en spindelart som beskrevs av Cândido Firmino de Mello-Leitão 1929. 
Misumena luteovariata ingår i släktet Misumena och familjen krabbspindlar. Inga underarter finns listade i Catalogue of Life.